# Зинн, Расти
Расти Зинн (англ. Rusty Zinn; 3 апреля 1970, Лонг-Бич, Калифорния, США) — американский блюзовый и регги-гитарист, вокалист и автор песен. Номинант Blues Music Awards в номинации «Лучший дебют» (1997).

## Биография
Расти Зинн родился в Лонг-Бич, вырос в Северной Калифорнии в Санта-Круз и пристрастился к музыке через коллекции пластинок матери и брата. Вскоре он сам начал покупать пластинки блюзовых исполнителей, таких как Роберт Локвуд, Эдди Тейлор и Джимми Роджерс, будучи заинтригованным их игрой на гитаре. Будучи подростком сначала учился играть на барабанах, затем, увидев на концерте Лютера Тейкера и Джимми Роджерс, в 16-летнем возрасте начал осваивать гитару. В конце 1980-х Зинн уже играл в нескольких местных группах, первой из которых была Stone Crazy и сопровождал выступления Джимми Роджерса и Снуки Прайора. В 19-летнем возрасте впервые поехал на короткие гастроли, сопровождая Линвуда Слима и Джуниора Уотсона . Вскоре он стал работать в группе Марка Хаммела, а в 1992 году познакомившись с Кимом Уилсоном на фестивале блюза в Сан-Франциско, присоединился к его группе, записав с ней два альбома. 
В 1996 году Расти Зинн выпустил свой дебютный альбом Sittin' & Waitin', в записи которого принял участие Кимом Уилсон как харпер и как продюсер. Этот альбом принёс номинацию Blues Music Award в категории «Лучший дебют». После выхода ещё нескольких альбомов, с 2005 года Расти Зинн начал эксперименты в области соединения блюза, регги и соула. Альбом 2009 года был записан на Ямайке, и во втором десятилетии XXI века Расти Зинн фактически переключился на регги, в 2011 году создав группу, и в 2015 году выпустил альбом The Reggae Soul Of Rusty Zinn, который стал популярным по всему миру среди фанатов стиля. Вместе с тем во второй половине десятилетия Зинн продолжил записывать и блюзовые альбомы, сотрудничая с харпером Мартином Лангом. Последний альбом 2022 года Mr. Blues, Mr. Blues (выпущенный в двух вариантах, на одном исполнитель значился как Rusty Zinn & Martin Lang, на другом — Martin Lang & Rusty Zinn), про который сказали: «С сочетанием талантов на Mr. Blues, Mr. Blues неудивительно, что в нем действительно нет слабых сторон, и это один из немногих альбомов, который слушатели будут слушать целиком, не пропуская ни одного трека».
Живёт в Окленде, Калифорния
DownBeat: «Острая и напористая игра Зинна на гитаре — одно из недооцененных удовольствий современной блюзовой сцены»
«Раз за разом сырая, жгучая гитарная игра и проникновенный вокал блюзмена из Окленда Расти Зинна оставляют слушателей с открытыми от изумления ртами…джамп-смесь западного побережья свинга/блюза 1940-х и 1950-х годов и сурового чикагского блюзах».

## Дискография
| Название                                       | Лейбл                  | Год  |
| ---------------------------------------------- | ---------------------- | ---- |
| Sitting' & Waiting'                            | Black Top Records      | 1996 |
| Confessin'                                     | Black Top Records      | 1999 |
| The Chill                                      | Alligator Records      | 2000 |
| Zinfidelity, Vol. 1                            | Bad Daddy Records      | 2005 |
| Reggaeblue                                     | Bad Daddy Records      | 2007 |
| Manifestation                                  | 9 Above Records        | 2009 |
| The Reggae Soul of Rusty Zinn                  | RockBeat Records       | 2015 |
| Last Train To Bluesville                       | Bluebeat Music         | 2016 |
| Ain't No Notion                                | Random Chance          | 2017 |
| Rusty Zinn Meets Watson Unlimited - Spellbound | Watson Unlimited Music | 2018 |
| Mr.Blues, Mr.Blues                             | Random Chance          | 2022 |